# Махов Дмитро Петрович
Дмитро́ Петро́вич Ма́хов — солдат Збройних сил України, учасник російсько-української війни.

## З життєпису
Кулеметник окремої механізованої бригади імені Данила Галицького. 16 червня механізований підрозділ Дмитра отримав наказ здійснити марш, щоб надати допомогу підрозділу Національної гвардії на Донеччині; дорогою військові потрапили під обстріл терористів під Ямполем.
Махов азнав вогнепального поранення обличчя, проте не залишив здійснювати вогневе прикриття, при цьому бачив на одне око — кровотеча заливала друге. Завдяки його діям вояки змогли зайняти кругову оборону та організувати евакуацію загиблих й поранених бойових і дати відкоша нападникам.
Після того майже місяць лікувався в Військово-медичному клінічному центрі Західного регіону.
Станом на середину серпня 2014-го перебував у реабілітаційній відпустці вдома.

## Нагороди
26 липня 2014 року — за особисту мужність і героїзм, виявлені у захисті державного суверенітету та територіальної цілісності України, вірність військовій присязі під час російсько-української війни, відзначений — нагороджений орденом «За мужність» III ступеня.